# Pedro de Montúfar
Pedro de Montúfar y Larrea-Zurbano (Quito,Virreinato de la Nueva Granada 29 de julio de 1759-Ibidem, 30 de abril de 1846) fue un militar y funcionario público de la Real Audiencia de Quito, entonces parte del Imperio español. Junto con su hermano Juan Pío, II Marqués de Selva Alegre, y su sobrino Carlos, participó activamente de los movimientos independentistas que surgieron en el territorio del actual Ecuador entre 1809 y 1812.

## Biografía

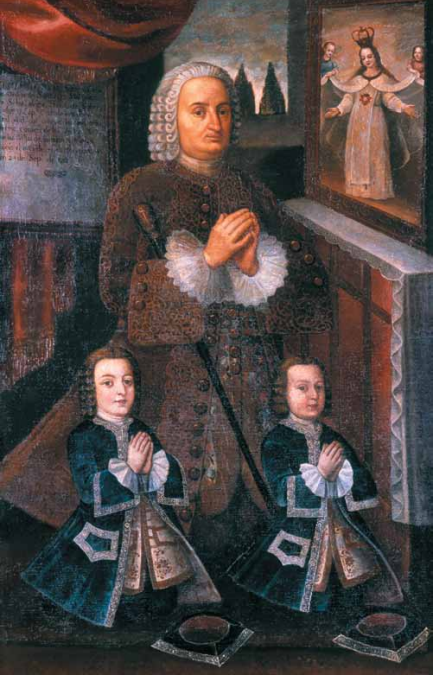
Juan Pío de Montúfar y Frasso junto a sus hijos Juan Pío (izq) y Pedro (der).

Nació el 29 de julio de 1759 en la ciudad de Quito, en el seno de una de las familias más acomodadas e influyentes del territorio. Era el segundo hijo del granadí Juan Pío de Montúfar y Frasso-Apietto, I Marqués de Selva Alegre y Presidente de la Real Audiencia, y la noble quiteña Rosa de Larrea-Zurbano y Santa Coloma. En 1778 se casó con María Nicolasa Guerrero y Matheu, hija del Conde de Selva Florida y nieta por línea materna de los Marqueses de Maenza; del matrimonio no hubo descendencia, aunque dejó hijos ilegítimos en Pujilí, Sigchos y Angamarca, lugares en los que tenía propiedades. Una de estos vástagos fue María Eva de Montúfar, mujer cultivada en las ciencias y madre del geógrafo Manuel de Villavicencio y Montúfar.
En la edad adulta, Montúfar alcanzó el grado de capitán de granaderos de las milicias de la Real Audiencia, siendo miembro también de la Escuela de la Concordia que presidía Eugenio Espejo. En 1793 fue elegido Alcalde de segundo voto del Cabildo de Quito, y a inicios de 1809, poco antes de que estallara la Revolución quiteña, fue nombrado Alcalde de primer voto y presidente del Cabildo.
Falleció en la ciudad de Quito, el 30 de abril de 1846, a la edad de 86 años. Llegó a ser uno de los pocos próceres que vieron el sueño de la libertad convertido en realidad tras la proclamación de la República del Ecuador en 1830.

## Participación independentista

### Revolución de los Marqueses
Fue parte de la llamada Revolución de los Marqueses, reunión entre varios nobles quiteños que tuvo lugar la noche de Navidad de 1808 en la hacienda Chillo-Compañía, de su hermano mayor Juan Pío de Montúfar, II Marqués de Selva Alegre, y a la que asistieron José Luis Riofrío, Juan de Salinas, Manuel Rodríguez de Quiroga, Juan de Dios Morales, Javier Ascázubi, Antonio Ante, Juan Pablo Arenas y Nicolás de la Peña. Esa noche se decidió constituir la Junta de Gobierno que se haría realidad el 10 de agosto del año siguiente. Los complotados fueron descubiertos y se iniciaron las causas criminales; pero lograron sustraer el proceso y fueron liberados. 
En adelante, obraron con mayor cautela y sin dejar otras huellas sospechosas. Hasta que llegó la fecha oportuna, pues nuevamente aparentando otra reunión social en casa de Manuela Cañizares, coordinaron el movimiento definitivo ejecutado en la mañana del 10 de agosto de 1809, cuando los próceres quiteños controlaron el Cuartel Real, comunicaron al conde Ruiz de Castilla Manuel de Urriés que había cesado en sus funciones e instalaron la Junta Suprema, presidida por Juan Pío de Montúfar, con la que se dio el conocido “Primer Grito de Independencia”.

### Primera Junta Autónoma de Gobierno
Durante la Primera Junta de Gobierno Autónoma de Quito, en 1809, fue designado Corregidor de la ciudad de Riobamba por su hermano Juan Pío, quien era Presidente de la misma. Debió abandonar el puesto debido a la llegada del comandante del destacamento de Alausí: Pedro de la Peña, realista intrigado por Pedro Calisto y Muñoz, quien, aunque era delegado de la Junta para las ciudades del sur, traicionó a los revolucionarios.
Una vez que la Junta cayó y el mando fue recuperado por las autoridades españolas, Pedro de Montúfar fue apresado y llevado al Cuartel Real junto con los otros "traidores". En los varios meses de su condena tomó la costumbre de jugar a las cartas con los soldados del Cuartel, que ya fuere por pasar las horas o por agradar a los tahúres del batallón, perdía a propósito buenas sumas de dinero. Con este motivo existía un clima de familiaridad poco normal en la prisión entre los soldados y algunos de los detenidos, circunstancia propicia para Montúfar que era diariamente visitado por su sobrina Rosa y la amiga de ésta, María Ontaneda y Larraín, damas de alcurnia que a veces presenciaban el juego hasta las ocho en que abandonaban el cuartel rumbo a sus casas. Una noche Pedro de Montúfar se puso las polleras que usaba la señora Ontaneda y con el mantón largo de su sobrina se cubrió los brazos y el rostro, pudiendo así escapar a un seguro, donde no lo encontraron más. Del asunto se hizo un escándalo y el presidente Manuel de Urriés, Conde Ruiz de Castilla, montó en cólera, pero nadie dio razón del fugado. Las damas causantes del hecho fueron abochornadas y presas pero a los pocos días se las dejó salir en libertad y años después aún se reían de la pasada que dejó en muy mal sitio al temible Fiscal Dr. Tomás de Aréchaga, quien había jurado hacer colgar a Montúfar por "traidor a la corona".

### Estado de Quito
El 9 de septiembre de 1810, el sobrino de Pedro, Carlos de Montúfar, instalaba en Quito una segunda Junta de Gobierno en su calidad de comisionado de la Regencia, enviado expresamente desde España para tales menesteres. La Junta se declaró independiente una vez más el 11 de octubre de 1811, dando paso al nacimiento de la fugaz nación conocida como Estado de Quito.
El Estado puso a Pedro de Montúfar al frente del destacamento del ejército en la ciudad de Ibarra, al norte del país, para que se hiciese cargo de la frontera con el Virreinato de Santa Fe. A mediados de año una fuerza del ejército quiteño liderada por él fue enviada desde Tulcán hacia Pasto para tomar la ciudad e incorporarla a Quito; al mismo tiempo recibió la orden de incorporar Barbacoas. había que agotar las oportunidades expansionistas en el norte «a fin de que, haciendo publicar el auto de reunión e incorporación de dicha Provincia de los Pastos a la jurisdicción de este Gobierno (de Quito), los declare por súbditos que gozan de su legítima protección». Así, el 11 de septiembre de 1811 entraban los quiteños triunfantes a la ciudad de Pasto, con lo que lograban una primera e importante incorporación.
Previamente, el 16 de julio, Pedro de Montúfar había oficiado el Cabildo de Barbacoas, para reclamar en el nombre de Quito, que también se entregara a la misma protección payinesa en el plazo de diez días, así como la entrega de la isla de Tumaco y su importante puerto, buscando así suplir la falta que hacía Guayaquil en los planes del Estado quiteño. Más, el intento fracasó pues el territorio se incorporó a la Confederación del Cauca el 8 de octubre. De igual manera el Gobierno quiteño tuvo que entregar Pasto a los granadinos más adelante
Pedro de Montúfar y Francisco Calderón, padre de quien más tarde sería el héroe de Pichincha, Abdón Calderón, fueron los últimos generales del ejército quiteño en ser derrotados en la Batalla de Ibarra, librada el 1 de diciembre de 1812 en las cercanías de la laguna de Yaguarcocha, y que representó el fin del Estado de Quito.

### Campaña Bolivariana
A comienzos de 1822 protagonizó una escena antirealista en los salones de la Hacienda La Ciénega, perteneciente a su cuñado el Marqués de Maenza y ubicada cerca de Latacunga, donde abofeteó al oidor Andrés José de Iriarte mientras lo acusaba de fanático españolismo. El mismo año, pero después del triunfo bolivariano en la Batalla de Pichincha que selló definitivamente la Independencia del territorio, fue nombrado Teniente de Gobernador de Barbacoas, cargo al que renunció en 1823 debido a la lejanía y para convertirse en Mayordomo de La Alameda.